# Otiothops goloboffi
Otiothops goloboffi är en spindelart som beskrevs av Cristian J. Grismado 1996. Otiothops goloboffi ingår i släktet Otiothops och familjen Palpimanidae. Inga underarter finns listade i Catalogue of Life.